# Myrophis punctatus
Myrophis punctatus is een straalvinnige vissensoort uit de familie van de slangalen (Ophichthidae). De wetenschappelijke naam van de soort werd in 1851 gepubliceerd door Christian Frederik Lütken.